# Mustius
Mustius is een geslacht van rechtvleugeligen uit de familie sabelsprinkhanen (Tettigoniidae). De wetenschappelijke naam van dit geslacht is voor het eerst geldig gepubliceerd in 1874 door Stål.

## Soorten
Het geslacht Mustius omvat de volgende soorten:
- Mustius afzelii Stål, 1873
- Mustius eurypterus Karsch, 1896
- Mustius inversus Brunner von Wattenwyl, 1895
- Mustius serrulatus Bolívar, 1886
- Mustius superbus Sjöstedt, 1902